# Jamada Alarrira
Jamada Alarrira (Jumada Al-Ahirah) ou Jamada Atani (Jumada Al-Thani) é o sexto mês do calendário islâmico. 
O período correspondente ao início e fim deste mês no calendário gregoriano para o atual ano islâmico é: 
| Ano (calendário islâmico) | Ano (calendário gregoriano) | Jumada al-Thani                |
| ------------------------- | --------------------------- | ------------------------------ |
| 1444                      | 2022 – 2023                 | 25 de dezembro a 22 de janeiro |